# Zwiastowanie (obraz El Greca z 1607)
Zwiastowanie – obraz olejny hiszpańskiego malarza pochodzenia greckiego Dominikosa Theotokopulosa, znanego jako El Greco.
El Greco wielokrotnie obrazował scenę zaczerpniętą z Nowego Testamentu, opisaną jedynie w kanonicznej Ewangelii Łukasza. Motyw zwiastowania Marii przez Archanioła Gabriela był często przedstawiany przez malarzy różnych epok i interpretowany na wiele sposobów. Mistycyzm i znaczenie epizodu pozwalały malarzom na swobodne przedstawianie reakcji Marii na wiadomość od Archanioła o woli Bożej i oddziaływaniu nowiny poczęcia na inne postacie; umożliwiały też wykorzystanie wielu różnych detali i szczegółów otoczenia do zaznaczenia wagi sceny. Do tego motywu El Greco powracał przez cały okres swojej twórczości: od poliptyku z Modeny, gdzie jego twórczość przejawiała wpływy Tycjana i Tintoretta, po ostatnią wersję Zwiastowania z 1614 roku znajdującą się w zbiorach Santander w Madrycie.

## Opis obrazu
Kolejne wersje Zwiastowania były najczęściej zmodyfikowanymi wersjami poprzednich. El Greco wykorzystywał ich kompozycje, dodawał nowe elementy eksperymentując jednocześnie ze światłem i barwami, za pomocą których wyrażał ekspresję sceny. W wersji z katedry w Sigüenze artysta ukazując Marię, wykorzystuje kompozycję pochodzącą ze Zwiastowania sprzed 1600 roku. Maria przedstawiona została również w pozycji klęczącej, w szerokiej czerwonej sukni i w niebieskim płaszczu. Jej twarz skierowana jest jednak nie w stronę Archanioła, lecz w stronę widza; jej wzrok spoczywa na posłańcu. I tu pojawienie się Anioła odrywa ją od lektury, lewa ręka jeszcze przytrzymuje stronice, gdy prawa wznosi się w geście pozdrowienia lub przyzwolenia zgodnie z wypowiedzianymi słowami: Oto Ja służebnica Pańska, niech Mi się stanie według twego słowa!(Mt. 1.38).
Postać Archanioła, jego poza, jest podobna do tej ze Zwiastowania z Illescas i Zwiastowania z Colegio. Posłaniec również ma skrzyżowane ręce na piersi, ale na tym podobieństwa się kończą. W miejsce mocno zielonej szaty, El Greco maluje strój znacznie prostszy: białą bluzkę i żółtą lub złotą suknię. Przez tak nietypowy ubiór, gdyby nie skrzydła wyrastające z pleców Archaniołów, postać można by wziąć za kobietę z gestem dotąd zarezerwowanym dla Marii Dziewicy. Dla uzyskania większej przestrzeni kompozycyjnej malarz rezygnuje z ukazania prawego skrzydła anioła (jest ono zwinięte na plecach), a w jego miejsce maluje białego gołąbka symbolizującego Ducha Świętego. Od niego prowadzą mocno zaznaczone promienie światła spadające na Marię jako łaska Boga Ojca.
Niezmiennie u dołu na podłodze znajdują się przybory do szycia i wazon z kwiatami.